# Laura Bell Bundy

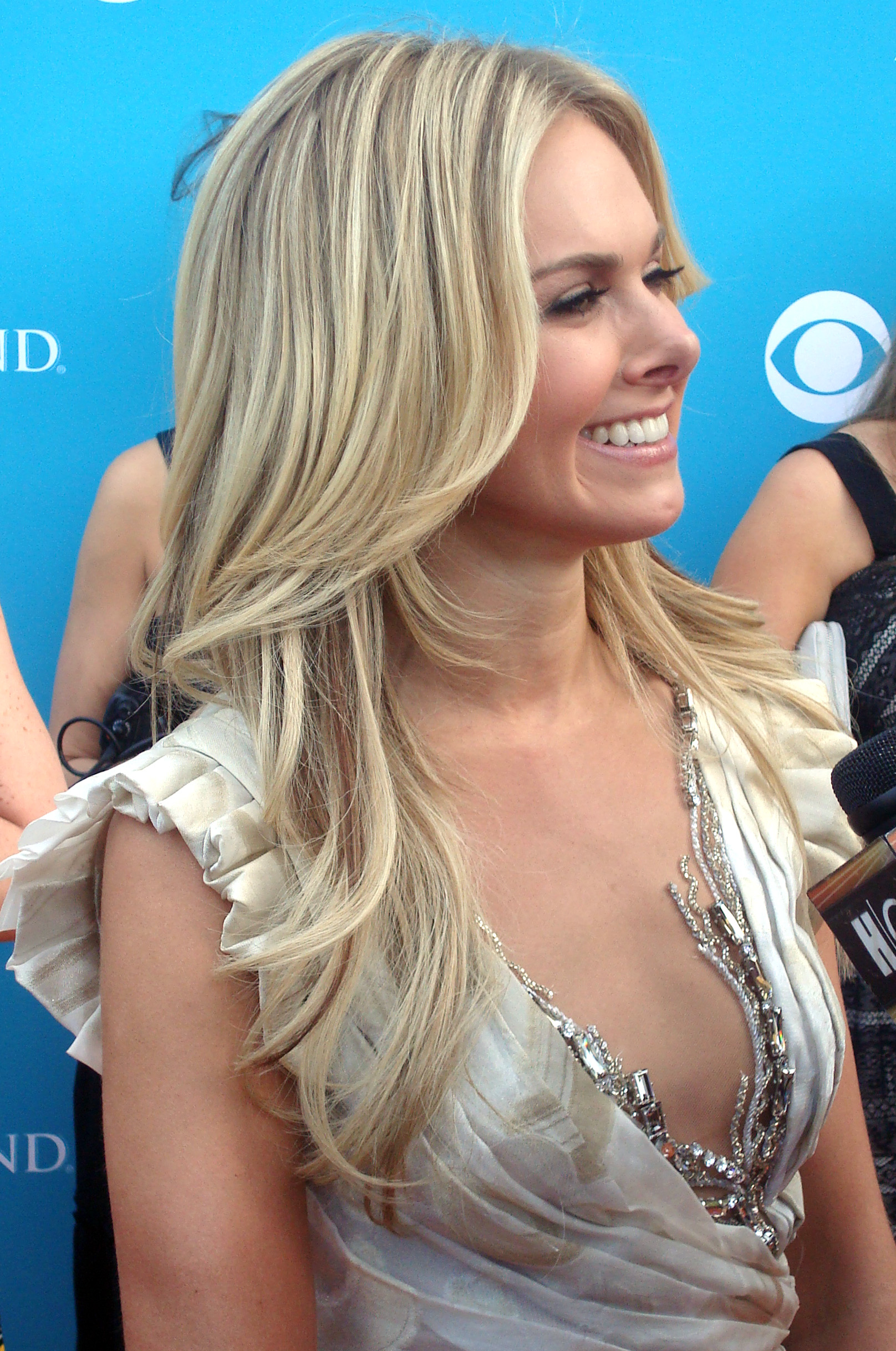
Laura Bundy, 2010

Laura Ashley Bell Bundy (* 10. April 1981 in Lexington, Kentucky) ist eine US-amerikanische Schauspielerin, Tänzerin, Songwriterin und Sängerin.

## Biografie
Im Alter von neun Jahren trat Laura Bell Bundy in einem lokalen Theater auf. 1993 wurde sie für die Darstellung der Tina Denmark im Musical Ruthless! The Musical für den Drama Desk Award in der Kategorie Outstanding Actress in a Musical nominiert. 1995 stellte sie den Charakter der Sarah Wittle im Film Jumanji dar. 2002 wirkte sie am Musical Hairspray mit, das mit dem Tony Award ausgezeichnet wurde. Laura Bell Bundy nahm an einer USA-weiten Tournee des Musicals The Sound of Music teil. Sie war Teil des originalen Broadway Casts von Wicked – Die Hexen von Oz (Musical) in der Rolle der Glinda (Standby).
Für die Darstellung der Elle Woods im Musical Legally Blonde wurde sie 2007 für den Tony Award in der Kategorie Best leading Actress nominiert. 2008 und 2010 veröffentlichte Laura Bell Bundy jeweils ein Country-Musik-Album unter den Titeln Longing for a Place Already Gone (2008) und Achin’ & Shakin’ (2010). 2008 wirkte sie am Musical Rock of Ages mit.
Sie absolvierte Gastauftritte in verschiedenen Fernsehserien, zum Beispiel Superman – Die Abenteuer von Lois & Clark, Cold Case, Hör mal, wer da hämmert und How I Met Your Mother. 2013 und 2014 spielte sie Dr. Jordan Denby in der Sitcom Anger Management.

## Filmografie

### Filme
- 1993: Die Abenteuer von Huck Finn (The Adventures of Huck Finn)
- 1993: Hilfe! Jeder ist der Größte (Life with Mikey)
- 1995: Jumanji
- 1999: Strangers with Candy: Retardation, a Celebration (Kurzfilm)
- 2003: All Grown Up (Fernsehfilm)
- 2006: Surf School
- 2006: Dreamgirls
- 2006: Dirtbags (Fernsehfilm)
- 2007: Legally Blonde: The Musical (Fernsehfilm)
- 2008: The Drum Beats Twice
- 2011: To the Mat (Fernsehfilm)
- 2011: Hound Dogs (Fernsehfilm)
- 2013: Dear Dumb Diary (Fernsehfilm)
- 2013: Watercolor Postcards
- 2015: Becoming Santa (Fernsehfilm)
- 2015: Stanistan (Fernsehfilm)
- 2015: After the Reality
- 2017: The Christmas Calender

### Fernsehserien
- 1996: Hör mal, wer da hämmert (Home Improvement, Folge 5x23)
- 1999–2001: Springfield Story (Guiding Light)
- 2005: Veronica Mars (Folge 2x04)
- 2006: Cold Case – Kein Opfer ist je vergessen (Cold Case, Folge 3x18)
- 2006: Modern Men (Folge 1x06)
- 2008: Happy Hour (Folge 1x06)
- 2010–2014: How I Met Your Mother (5 Folgen)
- 2011: Trailer Trash
- 2012–2015: Hart of Dixie (24 Folgen)
- 2013: Oh My Country
- 2013: Malibu Country (Folge 1x12)
- 2013: Royal Pains (Folge 5x12)
- 2013–2014: Anger Management (51 Folgen)
- 2014, 2016: Idiotsitter (2 Folgen)
- 2015: To Appomattox (Mini-Serie, 5 Folgen)
- 2016: Recovery Road (Folge 1x10)
- 2016: Angel from Hell (Folge 1x07)
- 2016: Angie Tribeca – Sonst nichts! (Folge 1x08)
- 2016: Fuller House (Folge 2x06)
- 2016: Scream Queens (3 Folgen)
- 2017: The Guest Book (6 Folgen)
- 2019: American Gods (Folge 2x06)
- 2020: AJ and the Queen (Folge 1x05)
- 2022: How I Met Your Father (2 Folgen)
- 2022: The Fairly OddParents – Fairly Odde (8 Folgen)
- 2022: Call Me Kat (4 Folgen)
- 2022: Cosmo & Wanda: Wenn Elfen weiterhelfen (Stimme)